# ألبيرتو غالاتيو
ألبيرتو غالاتيو (بالإسبانية: Alberto Galateo)‏ (1 يناير 1913 - تاريخ الوفاة غير معلوم) لاعب كرة قدم أرجنتيني راحل كان يجيد اللعب في خط الهجوم.
لعب طوال مسيرته الرياضية في نادي يونيون.
شارك مع منتخب الأرجنتين في بطولة كأس العالم 1934 في إيطاليا حيث خرج من الدور الثمن النهائي.

## وصلات خارجية
- ألبيرتو غالاتيو على موقع الاتحاد الدولي (مؤرشف)  (الإنجليزية)
- ألبيرتو غالاتيو على موقع قاعدة بيانات كرة القدم.إي يو (الإنجليزية)
- ألبيرتو غالاتيو على موقع ناشيونال فوتبول تيمز (الإنجليزية)
- ألبيرتو غالاتيو على موقع Soccerway.com (الإنجليزية)
- ألبيرتو غالاتيو على موقع عالم كرة القدم.نت (الإنجليزية)
- هذا سيرة ذاتية